# Lijst van betaaldvoetbalclubs in Ierland
Dit is een overzicht van alle voetbalclubs die in het heden of het verleden hebben deelgenomen aan het betaalde voetbal in Ierland.
Zie ook:
- Premier Division (Ierland)
- Iers voetbalelftal

## A
- Athlone Town

## B
- Bohemians Dublin FC
- Bray Wanderers

## C
- Cobh Ramblers
- Cork City

## D
- Derry City
- Drogheda United
- Dublin City FC
- Dundalk FC

## F
- Finn Harps

## G
- Galway United

## K
- Kildare County
- Kilkenny City

## L
- Limerick FC
- Longford Town

## M
- Monaghan United

## S
- Shamrock Rovers
- Shelbourne FC
- Sligo Rovers
- St. Patrick's Athletic

## U
- University College Dublin FC

## W
- Waterford United
- Wexford Youths